# Hyun Kil-un
Hyun Kil-un (en coréen : 현길언), né  le 17 février 1940 à Jeju, sur l'île de Jeju en Corée et mort le 10 mars 2020 à Séoul, est un écrivain sud-coréen.

## Biographie
Hyun Kil-un est né le 17 février 1940 sur l'île de Jeju-do en Corée. Il est diplômé de l'université nationale de Jeju  et aussi de l'université Hanyang. Il est professeur de langue coréenne et de littérature à l'université de Hanyang.

## Œuvre
Son œuvre ne peut pas être séparée de son île natale, Jeju, la plus grande île de Corée. L'île de Jeju telle que la connaissait Hyun Kil-un dans son enfance n'était pas cette destination de vacances prisée de nos jours, mais la terre de la rébellion notamment après la division nationale coréenne. Il visite et revisite les événements de l'époque, et les souffrances qu'ils ont laissées aux habitants de l'île. 
Les histoires contenues dans son premier recueil, Le Rêve de Pégase (Yongma-ui kkum, 1984), traitent spécifiquement des événements traumatiques dans les mémoires notamment concernant le soulèvement du 3 avril à Jeju, dans lequel beaucoup de civils ont été abattus par la police dans une tentative de répression du communisme. Hyeon tente de rouvrir l'enquête concernant cet événement tout en essayant d'apporter un peu réconfort aux personnes ayant perdu leurs proches. Dans ses récits, ce sont souvent les coutumes et le folklore de l'île de Jeju qui suggère le chemin vers la guérison. Le Journal du pavillon Gwangjeong (Gwangjeong-dang gi) et Cérémonie de la dernière nuit du mois (Geumeumbamui je-ui) mettent en scène les légendes traditionnelles de l'île pour décrire le caractère positif des gens de Jeju. Hyeon a également traité des distorsions idéologiques et historiques concernant l'île de Jeju. La peau et la chair (Kkeop-jil-gwa soksal, 1993) emploie la métaphore de la surface et de la profondeur pour caractériser la relation entre les versions officielles et souvent manipulées de la «vérité» avec le sort des gens ordinaires dont l'histoire se trouve bafouée. Ce sont précisément ces distorsions en surface ou ces erreurs historiques qu'il cherche à exposer dans Forte fièvre (Sinyeol) et Une corde étrange (Isanghan kkeun).
En 1990, il remporte le Prix de littérature contemporaine (Hyundae Munhak).

## Publications
Nouvelles
- 용마의 꿈 Le Rêve de Pégase (1984)
- 신열 Forte Fièvre (1984)
- 우리들의 스승님 Notre maître (1985)  (EAN 2002194005166)
- 우리 시대의 열전 Les Luttes achrnées de notre époque(1988)  (EAN 2002191000621)
- 무지개는 일곱색이어서 아름답다 Les Sept Belles Couleurs de l'arc-en-ciel (1989)  (ISBN 0000238236)
- 우리들의 조부님 Notre grand-père (1990)  (EAN 2000370010768)
- 배반의 끝 La Fin de la trahison (1993)  (ISBN 8932006474)

Romans
- 여자의 강 La Rivière des femmes (1992)
- 회색도시 La Ville grise (1993)  (ISBN 8912061968)
- 한라산 Le Mont Halla (1995) plusieurs tomes
- 잊지못할 일들은 너무빨리 잊어버린다 On oublie trop vite les choses qui ne doivent pas s'oublier (1999)  (ISBN 8941801877)
- 숲의 왕국 Le Royaume de la forêt (2012)  (ISBN 9788988653531)
- 낯선 숲으로 난 길 Le Chemin qui mène à une forêt inconnue (2012)  (ISBN 9788954428217)